# Emil Moog
Emil Moog (* 20. August 1873 in Dortmund; † 20. Januar 1954 ebenda; vollständiger Name Alwin Wilhelm Emil Moog) war ein deutscher Bauingenieur und Architekt. Sein bekanntestes Werk ist das sogenannte Dortmunder U.

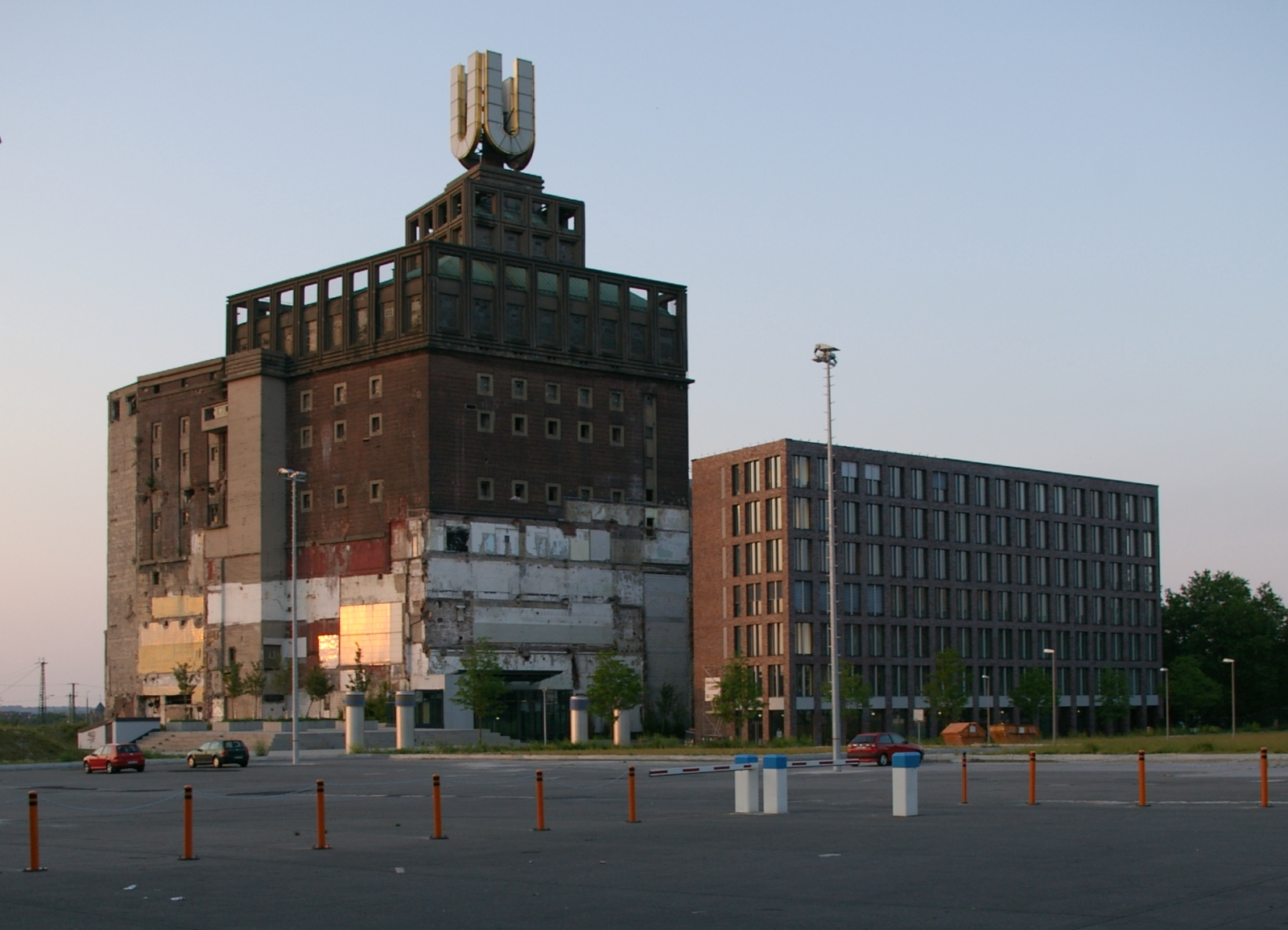
Union-Brauerei, Bauzustand 2007

## Leben
Über Emil Moogs Werdegang ist bisher nichts bekannt. Ab 1902 war er in Dortmund selbstständig tätig. Er spezialisierte sich früh auf die Errichtung von Brauereianlagen; für die architektonische Gestaltung zog er bisweilen andere Architekten bei. Er arbeitete zeitweise mit seinem Bruder Walter Moog zusammen, mit dem er auch die Pläne für die Dortmund Unionsbrauerei entwarf.
Ab 1927 war Moog auch außerhalb des Ruhrgebiets tätig, so etwa im Harz, in der Oberpfalz, in Magdeburg und in Kassel.
Moog war Mitglied der Reichskammer der bildenden Künste.

## Bauten und Entwürfe (unvollständig)
- 1905: Sudhaus der Dortmunder Gildenbrauerei
- 1905–1906: Maschinenhaus der König-Brauerei in Duisburg-Beeck
- 1907–1908: Sudhaus der Dortmunder Union-Brauerei
- 1908: Lagerkellerhochbau der Germania-Brauerei AG in Dortmund
- 1910: Verwaltungsgebäude der Dortmunder Ritter Brauerei
- 1910: Lagerkellerbau der Sieg-Rheinische Brauerei AG in Wissen (Sieg)
- 1911: Lagerkellerbau der Klosterbrauerei F. & W. Pröpsting in Hamm
- 1912–1914: Verwaltungsgebäude der Dortmunder-Hansa-Brauerei (mit D. & K. Schulze)
- 1913: Verwaltungsgebäude der Dortmunder Union-Brauerei
- 1914: Aufzug für Eisenbahnwaggons im Gleisanschluss der Germania-Brauerei AG in Dortmund
- 1914: Lagerkeller und „Flaschenbier-Gebäude“ der Schlegel-Scharpenseel-Brauerei in Bochum
- 1915–1916: Neubauten der Germania-Brauerei F. Dieninghoff in Münster
- 1916: Erweiterungsbau eines Getreide-Lagerhauses im Dortmunder Hafen
- 1916: Viaduktkonstruktion als Verbreiterung einer bestehenden Gleisanlage für den Gleisanschluss der Dortmunder Union-Brauerei
- 1919: Schwankhalle und Abfüll- und Versandgebäude der Dortmunder Union-Brauerei
- 1919: Sudhaus der Privatbrauerei Jacob Stauder in Essen-Altenessen
- 1921: Erweiterung des Verwaltungsgebäudes der Dortmunder Union-Brauerei
- 1924: Torgebäude mit Trockentreber-Lager der Dortmunder Union-Brauerei
- 1925: Sudhaus der König-Brauerei AG in Duisburg-Beeck
- 1925: Schwankhalle der Brauerei Gebr. Stauder in Essen-Altenessen
- 1925: Kesselhaus der Brauerei Gebr. Müser AG in Langendreer
- 1926: Sudhaus der Brauerei Witwe J. Stams & Söhne in Wesel
- 1926: Schwankhalle und Garagenbau der Brauerei A. Rolinck in Burgsteinfurt
- 1926: Eisgeneratorgebäude der Dortmunder Union-Brauerei
- 1926–1927: Hochhaus der Dortmunder Union-Brauerei (Dortmunder U)
- 1927: Eisgeneratorengebäude der Klosterbrauerei F. & W. Pröpsting in Hamm
- 1927–1928: Lagerkeller-Hochbau der Brauerei Gebr. Stauder in Essen-Altenessen (Fassadengestaltung von Emil Fahrenkamp)
- 1927–1928: Sudhaus der Brauerei Gebr. Müser AG (Müser-Brauerei) in Bochum-Langendreer

- 1933/1934 (?): Umbau einer Gaststätte der Klosterbrauerei F. & W. Pröpsting in Hamm
- 1935: Umbau Hotel Kessels in Lobberich (später Hotel Dammer beziehungsweise Hotel Stadt Lobberich)
- 1936: Umbau einer Gaststätte der Klosterbrauerei F. & W. Pröpsting in Ahlen
- 1939: Umbau des „Ketteler-Hauses“ der Klosterbrauerei F. & W. Pröpsting in Ahlen

## Schriften
- Emil Moog (Hrsg.), R. Horstmann (Vorwort): Bauten und maschinelle Anlagen in Brauereien. Geplant und errichtet von Emil Moog, Ingenieur – Architekt, Dortmund. Küthe & Co., Düsseldorf 1927.